# Arrondissement Fort-de-France
Fort-de-France is een arrondissement van het Franse overzees departement Martinique. De onderprefectuur is Fort-de-France.

## Gemeenten
Het arrondissement is samengesteld uit de volgende gemeenten:
- Fort-de-France
- Le Lamentin
- Saint-Joseph
- Schœlcher

- Library of Congress Control Number: n2018001772
- Virtual International Authority File: 1614151595763405470009